# Rapimento di Carlo Saronio
Il rapimento di Carlo Saronio venne compiuto il 14 aprile 1975 dal Fronte Armato Rivoluzionario Operaio per finanziare le attività del gruppo terrorista di estrema sinistra e le forze della sinistra extraparlamentare di Reggio Emilia. La vittima rimase uccisa il giorno stesso del rapimento da una dose eccessiva di cloroformio, ma i sequestratori riuscirono lo stesso a farsi pagare dalla famiglia ignara una parte del riscatto, per poi venire arrestati in Svizzera con parte di esso; il corpo della vittima verrà rinvenuto solo nel 1979, e sepolto nella tomba di famiglia al cimitero Monumentale di Milano.

## La vicenda

### La figura di Saronio
Carlo Saronio era un giovane ingegnere milanese, ricercatore presso l'Istituto Mario Negri di Milano, figlio del chimico e imprenditore Piero Saronio, scomparso nel 1968, titolare di contestati stabilimenti altamente inquinanti dediti alla produzione di coloranti, e a capo delle Industrie Farmaceutiche Carlo Erba. Carlo Saronio era stato simpatizzante del gruppo di estrema sinistra Potere Operaio, da cui si era però distaccato.

### Il rapimento e la morte
La sera del 14 aprile 1975 alcuni elementi del Fronte Armato Rivoluzionario Operaio, un gruppo che era fuoriuscito da Potere Operaio, tra cui un amico di Saronio, Carlo Fioroni, rapirono il giovane, aiutati da alcuni uomini della malavita comune reclutati per l'occasione, tra cui l'ex legionario Giustino De Vuono. Fioroni era noto nel suo paese per girare sempre con una vecchia pistola Glisenti scarica in tasca edex appartenente ai Gruppi d'Azione Partigiana di Giangiacomo Feltrinelli.
Il proposito dell'azione era di estorcere alla famiglia un ricco riscatto, che sarebbe in parte andato alla "manovalanza" del rapimento e, in parte, a finanziare il gruppo terroristico. Il contatto tra criminali e terroristi probabilmente era avvenuto in carcere. Il gruppo prese Saronio, stordendolo con del cloroformio. L'imperizia dei rapitori, tuttavia, provocò la morte della vittima durante il trasferimento al luogo della detenzione, uccisa da una dose letale dei vapori dell'anestetico.

### Il ritrovamento del corpo
Il corpo di Saronio fu ritrovato solo nel 1979, grazie alla collaborazione di Carlo Casirati, uno dei delinquenti comuni che avevano partecipato al rapimento,  che coi soldi del riscatto era fuggito a Caracas, in Venezuela, dove era stato rintracciato dalla polizia italiana. 

## Il riscatto
I rapitori chiesero inizialmente 5 miliardi di lire. Dopo alcune contrattazioni telefoniche tramite mediatori, la famiglia e i rapitori si accordarono per un pagamento di una prima rata di 470 milioni di lire, pagata alla cieca e senza prove della salute di Saronio. L'accordo prevedeva il pagamento la sera del 9 maggio alle 22.00, sotto un cavalcavia dell'autostrada Milano-Genova, nei pressi dello svincolo del casello di Bereguardo. Il riscatto venne pagato in banconote da 100.000 lire, non segnate ma coi numeri di serie registrati. Con la suddivisione del primo bottino, 160 milioni di lire andarono ai criminali che parteciparono all'azione.

## Le indagini

### Il fermo di Fioroni
Dopo la spartizione dei soldi, Fioroni ebbe contatti con altri esponenti della lotta armata di estrema sinistra: in un incontro con Cecco Bellosi (precedentemente esponente di Potere Operaio nella struttura Lavoro Illegale, e anni dopo entrato nelle Brigate Rosse), Fioroni affermò che il rapimento era stato organizzato dal Servizio Informazioni Difesa.
Fioroni fu fermato a Bellinzona il 16 maggio 1975 durante la fuga coi compagni Maria Cristina Cazzaniga e Franco Prampolini, scoperto con 67 milioni in contanti destinati al riciclaggio attraverso le banche svizzere. I soldi erano stati portati in Svizzera in una bombola di metano di una Fiat 124.
Fioroni raccontò a Bellosi (stando alle memorie di quest'ultimo) che il SID era coinvolto nella vicenda, poiché nel rinvenimento di una base brigatista presso Robbiano di Mediglia era emerso il suo nome: poiché i terroristi erano soliti usare tra di loro i nomi in codice mentre per i militanti della parte opposta indicavano nomi e cognomi in chiaro, secondo Fioroni era evidente che vi fosse stato un intervento da parte di una forza schierata contro Potere Operaio. Il racconto di Fioroni si dimostrò un palese depistaggio, per coprirsi la fuga sfruttando la eventuale cattura di commilitoni.

### La pista del danaro mancante e le dichiarazioni di Cazzaniga
Tolto il pagamento dei complici e i soldi di Fioroni, rimanevano 243 milioni di lire, scomparsi nel nulla e probabilmente destinati al finanziamento di gruppi eversivi della sinistra extraparlamentare di Reggio Emilia, ideatori e promotori dell'azione.
Fioroni venne fermato mentre effettuava operazioni di cambio: del denaro in suo possesso, 63 banconote vennero identificate con quelle usate per il pagamento del riscatto, i cui numeri erano stati registrati.
Emerse che la Cazzaniga era conoscente di Saronio, e che aveva pernottato a Milano sotto falso nome nel periodo del sequestro, presentandosi come moglie di Fioroni. Nel marzo 1975 era anche stata ospite a casa di Saronio. Emersero prove di un viaggio in auto compiuto dalla Cazzaniga e da Fioroni da Milano a Treviglio, dove la coppia avrebbe incontrato i "manovali" del sequestro. Lì il gruppo avrebbe effettuato delle prove. Sull'auto venne rinvenuto un rotolo di nastro adesivo, compatibile con quello usato nelle prove del rapimento.
Dalla Cazzaniga emersero anche i nomi di un delinquente comune, Carlo Casirati, e della sua amante, che erano stati ospiti della donna nel 1974; i due vennero presto collegati al sequestro. Inizialmente accusata solo di ricettazione e favoreggiamento, la sua posizione divenne più grave poiché appariva correlata all'organizzazione dell'azione criminale. Prampolini venne ricollegato a Fioroni, e fu identificato come uno degli esecutori del sequestro. Aveva conosciuto Casirati e altri membri dell'organizzazione, con cui aveva avuto contatti in passato.

### La richiesta di estradizione e l'arresto di Pertramer
Il 19 maggio il Sostituto Procuratore della Repubblica di Milano emise un ordine di cattura, e il 6 giugno venne chiesta l'estradizione per i tre prigionieri, accusati di concorso nel reato di sequestro a scopo di rapina ed estorsione.
Poco dopo la prima richiesta, l'ambasciata italiana emendò l'ordine d'arresto di Fioroni, aggiungendo i reati di banda armata e associazione sovversiva.
I tre prigionieri si opposero all'estradizione: il Dipartimento federale di giustizia e polizia svizzero acconsentì a concedere l'estradizione per i reati legati al sequestro, ma rifiutò le imputazioni relative alle attività terroristiche. Infine, i tre prigionieri vennero estradati.
Il 23 maggio a Milano venne arrestata una donna, Brunhilde Pertramer, moglie di Oreste Strano, un personaggio allora ritenuto vicino alle Brigate Rosse e a Toni Negri, ritenuto erroneamente il leader della formazione armata. La Pertramer era già inquisita nell'ambito di un'inchiesta istruita dal 1974 a Torino dai giudici Giancarlo Caselli e Luciano Violante contro diversi gruppi terroristici. La donna viene scagionata dopo tre giorni, e scarcerata dopo sei (era stata trattenuta per il possesso illecito nella propria abitazione di una sciabola, classificata "arma da guerra").

## Gli arresti e le condanne
Tradotto in carcere e condannato, dopo alcuni anni Fioroni decise di collaborare con le autorità. Nel 1979 denunciò in un memoriale i nomi dei propri complici. Nel memoriale, che causò l'arresto di un centinaio di persone, veniva accusato dell'omicidio il discusso filosofo comunista Toni Negri che fu poi scagionato dall'accusa.
Casirati, che aveva tentato di ricattare la famiglia Saronio per ottenere altri 200 milioni in cambio dell'indicazione del luogo di sepoltura del cadavere, venne arrestato ed estradato in Italia, fornì l'ubicazione della sepoltura e per questo ottenne i benefici di legge con una pena detentiva ridotta da 27 a quasi 10 anni in sede di appello, causa la sua collaborazione.
Anche Fioroni godette dei benefici della legge Cossiga sui terroristi che collaborano, e uscì dal carcere il 4 febbraio 1982. Ottenne un passaporto e si trasferì all'estero.

## I collegamenti col caso Campanile
Secondo il padre di Alceste Campanile, ventiduenne reggiano esponente di Lotta Continua, ma con un passato in organizzazioni giovanili di destra, rinvenuto ucciso il 12 giugno 1975, il giovane era venuto a sapere alcune informazioni relative al sequestro Saronio. La responsabilità dell'omicidio di Campanile veniva allora attribuita a gruppi neofascisti, ma le parole del padre aprirono una nuova pista: secondo questa teoria, Campanile potrebbe essere stato ucciso da alcuni suoi compagni con lo scopo di proteggere i rapitori di Saronio. In una delle sue deposizioni, alcuni anni dopo il sequestro-omicidio, Fioroni raccontò di come avesse conosciuto Campanile: durante la preparazione del colpo si era reso necessario modificare la bombola di metano della Fiat 127 in cui si sarebbero dovuti nascondere i soldi del riscatto. Fioroni si era rivolto ad un meccanico compiacente, che aveva un garage a Reggio Emilia. Durante le operazioni di preparazione, Campanile sarebbe stato presente e avrebbe assistito al lavoro.
La ricostruzione però si dimostrò vera solo in parte. Nel 1999 venne arrestato il criminale comune Paolo Bellini, legato all'estrema destra italiana che in fase di interrogatorio ammise di essere l'assassino di Campanile.